# Représentations diplomatiques au Portugal
Les représentations diplomatiques au Portugal sont actuellement au nombre de 88. Il existe de nombreuses délégations et bureaux de représentations des organisations internationales et d'entités infranationales dans la capitale Lisbonne.

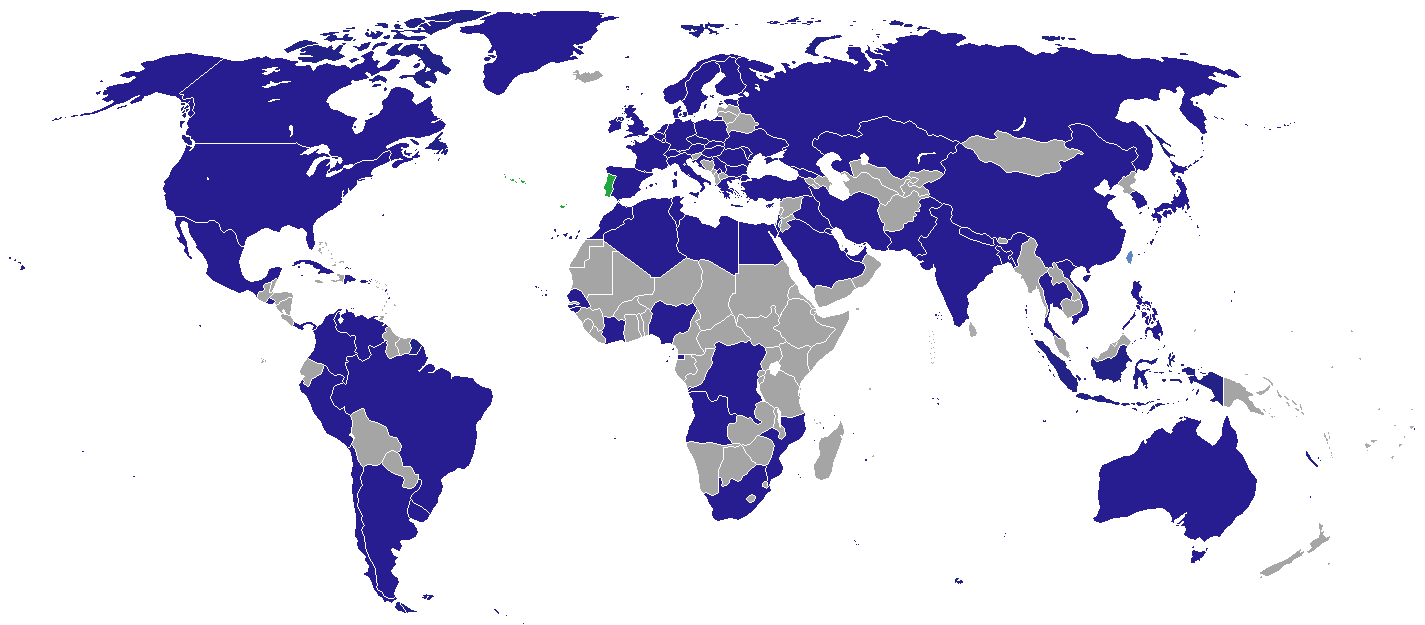
Carte des missions diplomatiques au Portugal

## Ambassades à Lisbonne
| - Afrique du Sud - Algérie - Allemagne - Andorre - Angola - Arabie saoudite - Argentine - Australie - Autriche - Bangladesh - Belgique - Brésil - Bulgarie - Canada - Cap-Vert - Chili - Chine - Chypre - Colombie - Corée du Sud - Côte d'Ivoire - Croatie - Cuba - Danemark - Égypte - Émirats arabes unis - Espagne - Estonie - États-Unis | - Finlande - France - Géorgie - Grèce - Guinée-Bissau - Guinée équatoriale - Hongrie - Inde - Indonésie - Irak - Iran - Irlande - Israël - Italie - Japon - Kazakhstan - Kosovo - Koweït - Libye - Luxembourg - Malte - Maroc - Mexique - Moldavie - Monaco - Mozambique - Nigeria - Norvège - Pakistan | - Panama - Paraguay - Pays-Bas - Pérou - Philippines - Pologne - Qatar - République démocratique du Congo - République dominicaine - Roumanie - Royaume-Uni - Russie - Salvador - Sao Tomé-et-Principe - Sénégal - Serbie - Slovaquie - Suède - Suisse - Tchéquie - Thaïlande - Timor oriental - Tunisie - Turquie - Ukraine - Uruguay - Vatican - Venezuela - Viêt Nam |

## Missions diplomatiques
- Macao
- Ordre souverain militaire et hospitalier de Saint-Jean de Jérusalem, de Rhodes et de Malte
- Palestine
- Taïwan

## Consulats

### Consulat àFaro
- Brésil Consulat général

### Consulat àFunchal
- Venezuela Consulat général

### Consulat àPonta Delgada
- États-Unis Consulat

### Consulat àPortimão
- Royaume-Uni Consulat

### Consulats àPorto
- Angola Consulat général
- Brésil Consulat général
- Espagne Consulat général
- Mozambique Consulat général
- Ukraine Consulat